# آهتی کاریالاینن
آهتی کاریالاینن (انگلیسی: Ahti Karjalainen؛ ۱۰ فوریه ۱۹۲۳ – ۷ سپتامبر ۱۹۹۰) یک سیاست‌مدار اهل فنلاند بود.